# Hospital Montecelo
O Hospital Montecelo é um hospital público na cidade de Pontevedra (Espanha). Está situado na paróquia civil de Mourente, e foi inaugurado em 1973. É um hospital geral, oferecendo todas ou quase todas as especialidades médicas e cirúrgicas. Faz parte do Centro Hospitalar Universitário de Pontevedra.

## História e descrição
O edifício principal, construído em 1972 e inaugurado a 25 de Novembro de 1973, tinha inicialmente uma área de 20.000 metros quadrados.  Foi aberta ao público como Residência de Saúde da Segurança Social de Montecelo. O seu mentor foi Gonzalo Cabanillas Gallas, que foi subdelegado geral do Instituto Nacional de Segurança Social.
O hospital foi oficialmente inaugurado pelo então Ministro do Trabalho e da Segurança Social, Licinio de la Fuente, a 8 de Maio de 1974. Tinha 200 médicos, alguns dos quais vindos de hospitais universitários como La Paz em Madrid e La Fe em Valência. Foram introduzidas especialidades que até então não existiam no Hospital Provincial de Pontevedra, como a fisiologia clínica e a reabilitação, e que permitiram separar a medicina interna das especialidades de medicina digestiva, cardiologia e radiologia.
Foi renovado e ampliado pelos arquitectos Julián Arranz Ayuso, Aurelio Botella Clarella, Joaquín Vaamonde Pradas e Antonio Alonso Taboada entre 1987 e 1990. 

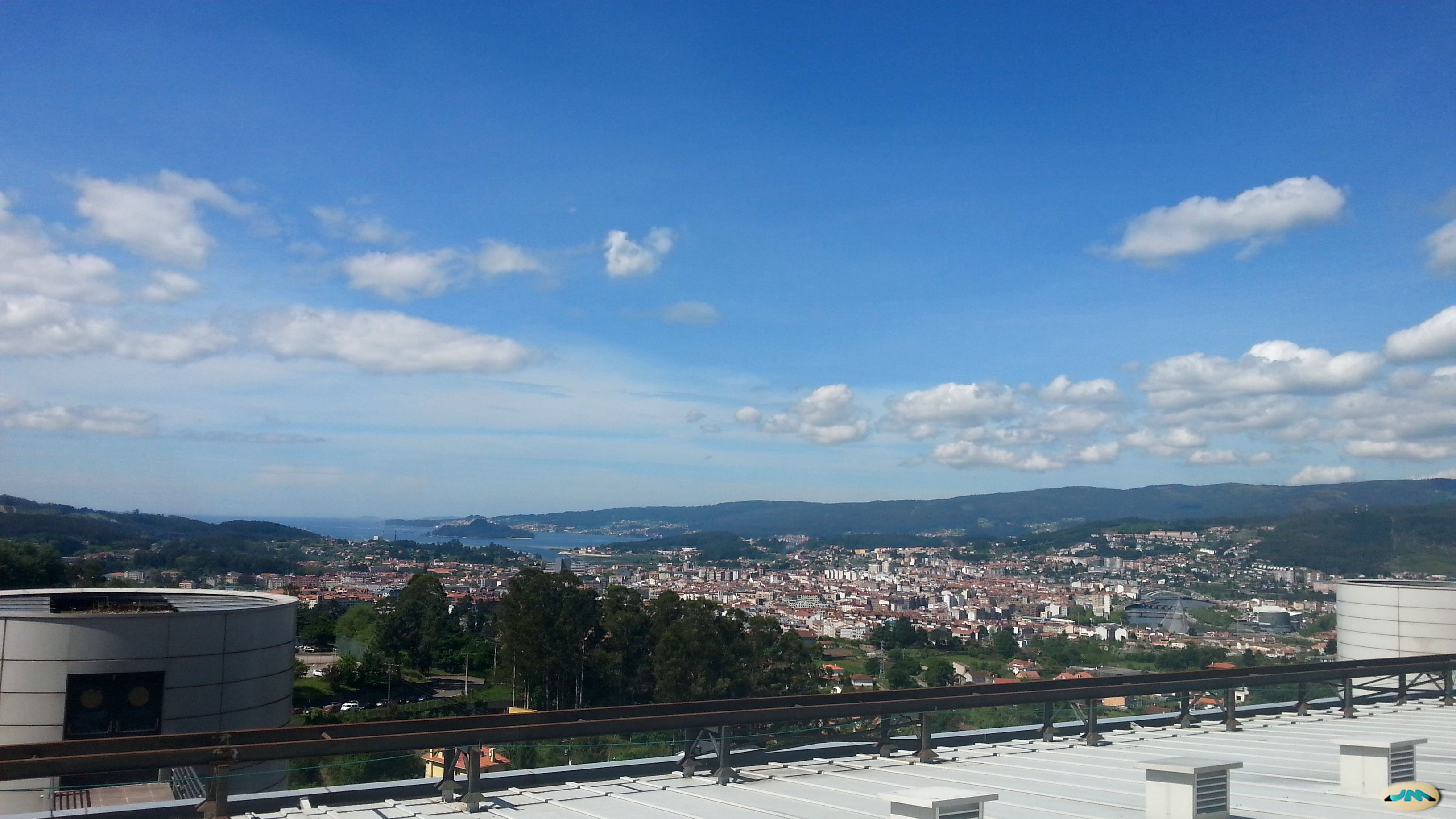
Vista da cidade, da ria de Pontevedra e da ilha de Tambo desde o 4º andar do hospital.

O Hospital Montecelo teve a sua maior ampliação entre 1997 e 2001, levada a cabo pelo gabinete de arquitectura Aidhos Arquitectura, no qual foi construído um novo edifício anexo e foram acrescentados dois andares ao edifício principal inaugurado em 1973.
Desde 2012, quando o Centro Hospitalario de Pontevedra se tornou o Centro Hospitalar Universitário de Pontevedra, os estudantes de medicina da Faculdade de Medicina de Santiago de Compostela têm podido passar ali os últimos anos da sua formação clínica.
O edifício principal tem 8 andares.

## Transporte
O Hospital Montecelo é atendido pela linha 2 (azul) do serviço de transporte urbano de ônibus da cidade .

## Novo Hospital Gran Montecelo
A Junta da Galiza iniciou a construção de um novo hospital para a cidade de Pontevedra e a sua área de influência sanitária de 300.000 habitantes, em 2020, com mais especialidades do que o actual Hospital de Montecelo, incluindo radioterapia, medicina nuclear e cuidados intensivos neonatais e pediátricos, e uma capacidade de 724 camas. O novo hospital de referência de 10 andares a ser acrescentado aos edifícios hospitalares existentes será chamado Gran Montecelo.

### Artigos relacionados
- Centro Hospitalar Universitário de Pontevedra
- Hospital Provincial de Pontevedra
- Hospital Quirón Miguel Domínguez (Pontevedra)